# Капиці (Підляське воєводство)
Капиці (пол. Kapice) — село в Польщі, у гміні Граєво Ґраєвського повіту Підляського воєводства.
Населення — 114 осіб (2011).
У 1975-1998 роках село належало до Ломжинського воєводства.

## Демографія
Демографічна структура станом на 31 березня 2011 року:
|          | Загалом | Допрацездатний вік | Працездатний вік | Постпрацездатний вік |
| -------- | ------- | ------------------ | ---------------- | -------------------- |
| Чоловіки | 55      | 13                 | 31               | 11                   |
| Жінки    | 59      | 10                 | 34               | 15                   |
| Разом    | 114     | 23                 | 65               | 26                   |